# 松本卓也 (映画監督)
松本 卓也（まつもと たくや、1976年12月19日（48歳）- ）は、日本の映画監督、俳優、お笑い芸人。東京都出身。

## 人物・来歴
東京都出身。映像製作団体「シネマ健康会」代表。動物好き。
高校生の頃からお笑い芸人として活動。中込康次郎とコンビ「当たって砕けろ」を結成し、当時アマチュアながらテレビ番組「GAHAHAキング」に出演。
その後、お笑いインディーズ事務所「時田301」を立ち上げ（他にはパペットマペットなどの芸人が在籍していた）、コンビ名を「ヴィスタ」と改名。テレビ番組「爆笑オンエアバトル」などに出演し、2000年代初頭に解散（その後、相方の中込はトリオ「ランナァズハイ」を結成）。
ヴィスタ解散後に完全独学で映画制作の道へと進む。商業映画も手掛けつつ、独立プロダクション形式で本当に作りたい伝えたい作品を制作し、オリジナリティ溢れる作品を創作。また、Tシャツ作家としても注目され、松本創作の新潟県 粟島の非公式ゆるキャラ「泡姫ちゃん」は、TV番組にて「ビートたけしのいかがなものか！？賞」を受賞した。

## エピソード
- 現在では様々な賞でグランプリを受賞しているが、2017年9月の名古屋市中区大須Theater Cafeイベントでは「（はじめて）2013年【第1回ちちぶ映画祭】でグランプリをいただきました。僕は色んな映画祭に出していて、自分の親に『準グラ男』とか『審査員特別賞男』なんて揶揄されてたんですけど、初めてグランプリをちちぶ映画祭で獲って……「もう、どうせ」なんて思ってたんで、大喜びで。」[3]とコメントしている。
- ゆうばり叛逆映画祭2018で「ミスムーンライト」が上映された際に、「怖い主催に映画の感想を聞いたら、”お前はアホか！俺は全部観て選んでるんだから面白いに決まってんだろう！”って褒められてるんだか怒られているんだかよくわからない状況があった」[4]という。

## 作品

### 映画（監督作品）
- グラキン☆クイーン（2010年） - 監督・脚本・編集
- 花子の日記（2011年） - 監督・脚本・編集
- ココロネー（2011年） - 監督・脚本・編集
- ゴーメンスランパー（2011年） - 監督・脚本・編集
- ハナタレタ四重奏（カルテット）（2011年） - 監督・脚本・編集
- ペーパーロード（2012年） - 監督・脚本・編集
- 男たちの馬歌（ばか） ～竜宮城に眠る宝の島変～（2012年） - 監督・企画・隊長
- 七子の妖気（2012年） - 監督・脚本・編集
- マイ・ツイート・メモリー（2013年） - 監督・脚本・編集
- funny company（2013年） - 監督・脚本・編集
- LR Lost Road（2013年） - 監督・脚本・編集
- 帰ろうYO！（2014年） - 監督・脚本・編集
- テンプル・ナンバー・ゼロ（2014年） - 監督・脚本・編集小津安二郎記念蓼科高原映画祭・短編映画コンクール入賞
- チエコ クエスト（2014年） - 監督・脚本・編集
- アバウトユウ（2016年） - 監督・脚本・編集
- ライブハウス レクイエム（2016年） - 監督・脚本・編集
- サーチン・フォー・マイ・フューチャー（2016年） - 監督・脚本・編集
- 赤い炎の女（2017年） - 監督・脚本・編集
- ミスムーンライト（2017年） - 監督・脚本・編集
- スリーシスターズ（2018年） - 脚本
- 欲望の怪物（2019年）- 監督・脚本・編集
- ダイナマイト・ソウル・バンビ（2022年） - 監督・脚本・編集

## 出演

### 映画（出演作品）
- サーチン・フォー・マイ・フューチャー（2016年）
- ナポリタン（2016年）
- ミスムーンライト（2017年）
- スリーシスターズ（2018年） - 大学生 役
- ダイナマイト・ソウル・バンビ（2022年） - 主演・山本 役